# Richmond K. Turner
Richmond Kelly Turner (27. maj 1885 – 12. februar 1961) var en amerikansk flådeofficer og admiral under 2. verdenskrig.

## Tidlige år og karriere
Richmond Turner blev født i Portland, Oregon som søn af Enoch og Laura Francis (født Kelly) Turner. Hans far skiftede mellem at være landmand og trykker i såvel Portland (for The Oregonian sammen med sin ældre bror Thomas) og Stockton, California (hvor han ejede et lille trykkeri). Richmond tilbragte det meste af sin barndom i og omkring Stockton, men en kort periode i Santa Ana, og fik sin eksamen fra Stockton High School i 1904.
Han blev udpeget til søofficersskolen fra Californiens sjette distrikt af medlem af Repræsentanternes Hus James Carion Needham i 1904. Han fik sin eksamen den 5. juni 1908 og gjorde tjeneste på adskillige skibe i de følgende fire år. 
Den 3. august 1910 giftede han sig med Harriet "Hattie" Sterling i Stockton.
I 1913 havde premierløjtnant Turner i en kort periode kommandoen over destroyeren USS Stewart. Efter at have fået supplerende uddannelse indenfor våbenteknik og gjort tjeneste ombord på kanonbåden USS Marietta blev han tildelt  slagskibene USS Pennsylvania, Michigan og Mississippi i 1916-19. Fra 1919 til 1922 var orlogskaptajn Turner våbenofficer ved flådens kanonfabrik i Washington, D.C. Han var derefter artilleriofficer på slagskibet  USS California, artilleriofficer ved staben for kommandanten for overvågningsflåden og chef for destroyeren  USS Mervine.
Efter at være blevet forfremmet til kommandørkaptajn i 1925 gjorde Turner tjeneste i kontoret for våben i marineministeriet. I 1927 fik han en kort uddannelse som flyver i Pensacola, Florida, og et år senere blev han chef for flyvebådstenderen USS Jason og chef for den asiatiske flådes flyeskadriller. Han fik yderligere opgaver med tilknytning til flyvning i 1930'erne og var næstkommanderende på hangarskibet USS Saratoga i 1933-34. Kommandør Turner blev uddannet på flådeakademiets krigsskole og gjorde senere tjeneste på skolen som leder af strategifakultetet.
Turners sidste post i felten var den tunge krydser USS Astoria på en diplomatisk mission til Japan i 1939.
Turner var chef for kontoret for krigsplaner i  Washington, D.C., i 1940-41 og blev forfremmet til kontreadmiral i slutningen af 1941.

## Ansvar for Pearl Harbor
Som leder af divisionen for krigsplanlægning i marineministeriet var Turner direkte underlagt flådens operationschef, admiral Harold R. Stark under det japanske angreb på Pearl Harbor den 7. december 1941. Selv om chefen for flådens efterretningstjeneste, kommandør Theodore Wilkinson, i princippet rapporterede direkte til Stark var han i praksis underlagt Turner, og  Turner traf de vigtige beslutninger om håndtering af flådens efterretninger. Det var derfor Turner som besluttede ikke at fremsende detaljer til chefen for Stillehavsflåden admiral Husband E. Kimmel om de opsnappede japanske telegrammer, som kraftigt pegede i retning af en nært forestående luft- eller flådeangreb på stillehavsflådens base i Pearl Harbor. Kimmel afgav efter krigen vidneudsagn om at havde han kendt til disse telegrammer, ville han have opretholdt et langt højere beredskab og at flåden ikke ville være blevet overrasket af det japanske angreb. Den  førende historiker vedrørende angrebet på Pearl Harbor, professor Gordon Prange, skrev i Pearl Harbor: The Verdict of History at selv hvis man tager højde for Kimmels ønske om at hvidvaske sig selv, var dette korrekt.  Prange skrev: "Hvis Turner troede, at et japansk angreb på Hawaii... havde en 50% sandsynlighed, var det kan klare pligt at sige det lige ud i sit direktiv til Kimmel... Han vandt slaget om hvem der skulle dominere – krigsplanlægningen eller efterretningsvæsenet og måtte leve med konsekvenserne. Hvis hans vurderinger havde gjort det muligt for USA at afværge... den japanske trussel mod Pearl Harbor, ville Turner fortjene en taknemmelig nations velvilje. Af samme grund kunne han ikke med rimelighed undgå sin del af skylden for at det ikke skete."

## 2. verdenskrig
I december 1941 blev Turner udpeget til assisterende stabschef for den øverstkommanderende for flåden (en ny stilling, som blev oprettet efter Pearl Harbor under admiral Ernest King), hvor han gjorde tjeneste indtil juni 1942. Han blev derpå sendt til stillehavetsflåden for at overtage kommandoen over amfibiestyrkerne i det sydlige stillehav. I de følgende tre år beklædte han en række overordnede poster indenfor amfibiestyrkerne som kontreadmiral og viceadmiral. Han deltog i planlægningen og udførelsen af operationer mod japanske stillinger i den sydlige, centrale og vestlige del af Stillehavet. Han var udset til at have kommandoen over amfibiestyrkerne ved invasionen af Japan, men da amerikanerne i august 1945 kastede atombomber over Japan og japanerne kapitulerede blev Turners invasionsplaner aldrig gennemført. 

## Efter krigen
Efter 2. verdenskrig gjorde admiral Turner tjeneste i marineministerets General Board og var flådens repræsentant i  Forenede Nationers militære stabskomite. Han tog sin afsked i juli 1947. Admiral Turner døde i Monterey, California den 12. februar 1961. Han ligger begravet på  Golden Gate National Cemetery i San Bruno sammen med sin kone og admiralerne Chester Nimitz, Raymond A. Spruance og Charles A. Lockwood noget de alle var blevet enige om mens de levede.

## I erindringen
Missilkrydseren USS Richmond K. Turner var opkaldt efter admiral Turner.
Turner blev spillet af skuespilleren Stuart Randall i filmen The Gallant Hours.